# Pilotrichella moenkemeyeri
Pilotrichella moenkemeyeri là một loài Rêu trong họ Meteoriaceae. Loài này được (Müll. Hal.) Kindb. mô tả khoa học đầu tiên năm 1891.